# Jesús María Uno
Jesús María Uno är en ort i Mexiko.   Den ligger i kommunen Méndez och delstaten Tamaulipas, i den centrala delen av landet, 600 km norr om huvudstaden Mexico City. Jesús María Uno ligger 104 meter över havet och antalet invånare är 116.
Terrängen runt Jesús María Uno är platt. Runt Jesús María Uno är det mycket glesbefolkat, med 2 invånare per kvadratkilometer. Närmaste större samhälle är Guadalupe, 19,4 km väster om Jesús María Uno. Trakten runt Jesús María Uno består i huvudsak av gräsmarker.